# تیم ملی بسکتبال نروژ
تیم ملی بسکتبال نروژ (به نروژی: Norge herrelandslag i basketball) نماینده نروژ در مسابقات بین‌المللی بسکتبال است. تیم ملی نروژ توسط فدراسیون بسکتبال این کشور اداره می شود.
در گذشته نروژ هرگز در صحنه های بین‌المللی موفقیت زیادی کسب نکرده است. از آنجا که آنها یکی از معدود کشورهای اروپایی هستند که هرگز موفق به حضور در یکی از برترین مسابقات بین‌المللی بسکتبال مانند قهرمانی اروپا یا جام جهانی نشده اند .